# Сервантес Каванаг, Игнасио
Игна́сио Серва́нтес Кавана́г (исп. Ignacio Cervantes Kawanagh; 31 июля 1847, Гавана — 29 апреля 1905, там же) — кубинский пианист и композитор.
Учился у Хуана Мигеля Ховаля, затем у Николаса Руиса Эспадеро. Под влиянием посетившего Гавану американского композитора Луи Моро Готтшалка уехал для продолжения учёбы в Париж, где занимался в консерватории (1866—1870) у Антуана Франсуа Мармонтеля и брал уроки у Шарля Валантена Алькана.
Сервантесу принадлежит опера «Проклятый» (исп. Maledetto; 1895), сарсуэлы, камерные пьесы, но главным образом он сочинял небольшие пьесы для фортепиано, в том числе наиболее известный цикл «Кубинские танцы».
Среди учеников Сервантеса — Эдуардо Санчес де Фуэнтес.
Дочь Сервантеса Мария Сервантес также стала известной пианисткой и композитором. С 2000 года на Кубе проходит Международный конкурс пианистов имени Игнасио Сервантеса.